# Ben Moody
Ben Robert Moody III (n. 22 ianuarie 1981 în Little Rock, Arkansas, S.U.A.) a fost cofondatorul și chitaristul formației rock Evanescence din 1996 până în octombrie 2003.